# آلامسجد، صندوق‌لی
الامسکیت، ساندیکلی (به لاتین: Alamescit, Sandıklı) یک روستا در ترکیه است که در صاندیقلی واقع شده‌است.